# Saint-Germain-du-Bel-Air
Saint-Germain-du-Bel-Air is een gemeente in het Franse departement Lot (regio Occitanie) en telt 495 inwoners (1999). De plaats maakt deel uit van het arrondissement Gourdon.

## Geografie
De oppervlakte van Saint-Germain-du-Bel-Air bedraagt 21,1 km², de bevolkingsdichtheid is 23,5 inwoners per km².

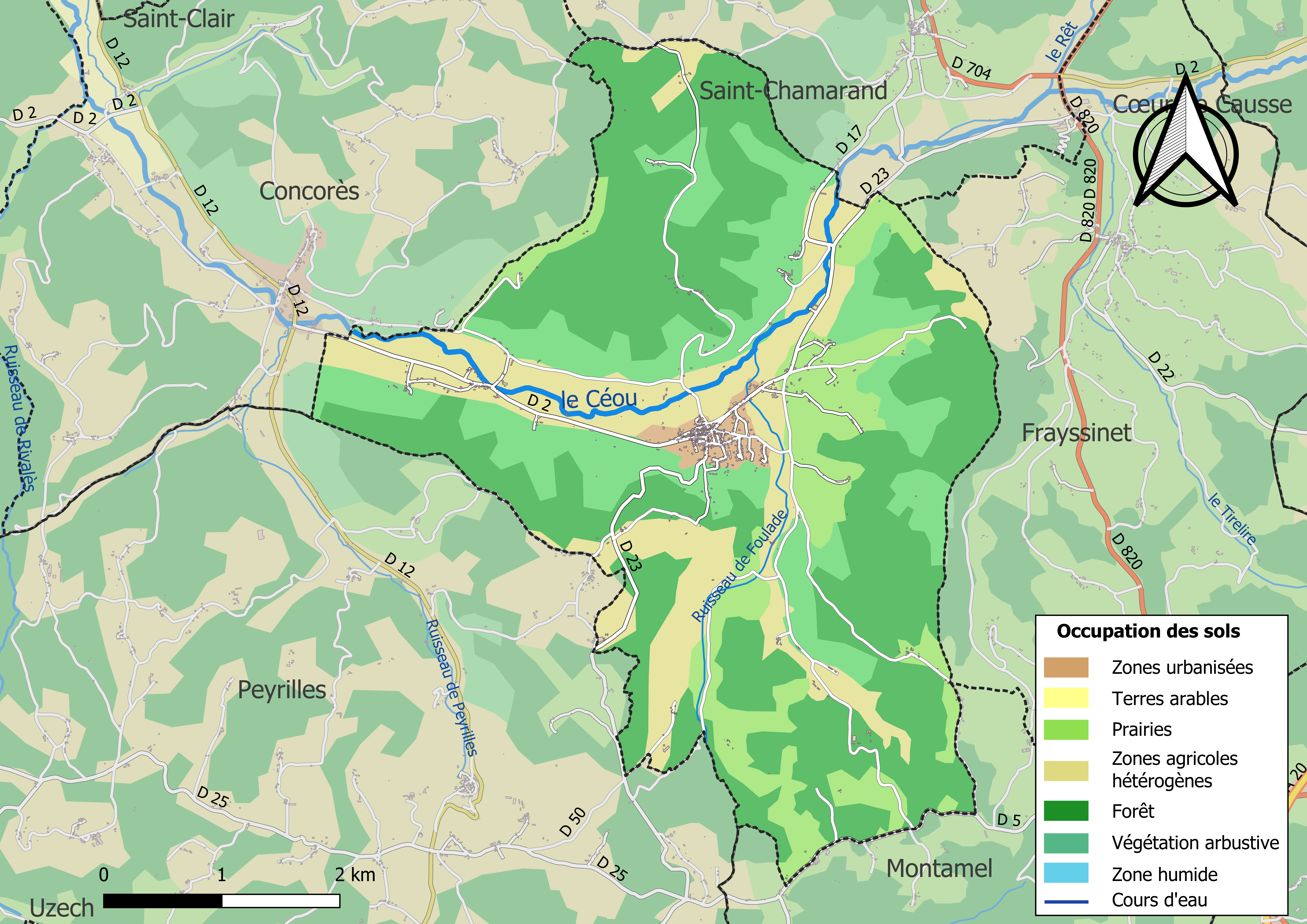
Kaart van de gemeente met de belangrijkste infrastructuur, bodemgebruik en omliggende gemeenten

## Demografie
Onderstaande figuur toont het verloop van het inwonertal (bron: INSEE-tellingen).